# Sulejówek (przystanek kolejowy)
Sulejówek – przystanek osobowy Polskich Kolei Państwowych obsługiwany przez Koleje Mazowieckie oraz Warszawską Szybką Kolej Miejską. Przystanek znajduje się przy ul. Dworcowej i ul. Kombatantów w Sulejówku w województwie mazowieckim.

## Ruch pasażerski[1]
| Rok  | Wymiana pasażerska na dobę |
| ---- | -------------------------- |
| 2017 | 3300                       |
| 2018 | 2600                       |
| 2019 | 1000-1500                  |
| 2020 | 300-499                    |
| 2021 | 1300                       |
| 2022 | 2200                       |
| 2023 | 700-999                    |

## Historia
Przystanek Sulejówek został uruchomiony w 1910 roku dla potrzeb wojskowych oraz dla wygody letników.
Przystanek posiadał budynek stacyjny mieszczący kasy biletowe i poczekalnię, połączony z wiatą (typowy dla stacji z lat 30., kiedy przystanek był po raz pierwszy modernizowany i otwarty w roku 1937 przez ówczesnego wicepremiera – ministra Eugeniusza Kwiatkowskiego), który zlokalizowany był na peronie wyspowym. Na przełomie XX i XXI wieku przystanek był modernizowany w związku z przystosowaniem linii E20 do dużych prędkości. Peron wyspowy zastąpiono dwoma peronami bocznymi, a kasę biletową przeniesiono do pomieszczenia zastępczego.

## Opis przystanku

### Perony
Przystanek składa się z dwóch wysokich peronów bocznych o długości 200 m. Każdy peron posiada jedną krawędź peronową.
- Z peronu 1 odjeżdżają pociągi w kierunku Mińska Mazowieckiego, Mrozów i Siedlec.

Na peronie znajdują się: dwie blaszane wiaty przystankowe, tablica z nazwą przystanku, ławki, kwietniki, latarnie oświetleniowe.
- Z peronu 2 odjeżdżają pociągi w kierunku Warszawy Zachodniej, Grodziska Mazowieckiego, Błoni, Łowicza Głównego i Sochaczewa.

Na peronie znajdują się: dwie blaszane wiaty przystankowe.
Na przystanku znajdują się semafory świetlne samoczynnej blokady liniowej.

### Kasa biletowa
Kasa biletowa znajdowała się przy peronie pierwszym. Mieściła się w małym blaszanym baraku do 2020-2021 roku.

### Przejście przez tory
Na przystanku znajduje się przejście podziemne, łączące perony. Przejście wybudowano podczas modernizacji przystanku na przełomie XX i XXI wieku. Jest przystosowane dla potrzeb osób niepełnosprawnych, a wejścia znajdują się przy ulicy Dworcowej (na wysokości ul. Żeromskiego) po jednej stronie torów i przy ulicy Kombatantów (na wysokości ul. Ogińskiego) po drugiej stronie torów.